# Hoàng Đức Lương
Hoàng Đức Lương (黃德梁, 1450 – ?) là văn thần và là nhà thơ Việt Nam thời Lê sơ. Ông là người biên soạn bộ Trích diễm thi tập có tiếng trong lịch sử thơ ca Việt Nam .

## Tiểu sử
Hoàng Đức Lương là người làng Gàu, nay là xã Cửu Cao, huyện Văn Giang, tỉnh Hưng Yên; sau dời về ở làng Ngọ Kiều, huyện Gia Lâm, trấn Kinh Bắc nay là thôn Ngô Xuyên, thị trấn Như Quỳnh, huyện Văn Lâm, tỉnh Hưng Yên.
Không rõ thân thế, chỉ biết ông đỗ Nhị giáp tiến sĩ (Hoàng giáp) khoa Mậu Tuất (1478) dưới triều vua Lê Thánh Tông, được bổ chức quan, làm đến Tham nghị.
Năm 1489 , ghi là ông được cử làm Phó sứ sang Trung Quốc giao thiệp với nhà Minh; trở về được thăng Tả thị lang bộ Hộ.
Hoàng Đức Lương mất năm nào không rõ.

## Tác phẩm
Ngoài sáng tác của ông, hiện còn 25 bài thơ chép trong Toàn Việt thi lục và Hoàng Việt thi tuyển; ông còn biên soạn bộ Trích diễm thi tập (Tập thơ tuyển chọn những bài thơ đẹp), gồm 15 quyển (theo Lê Quý Đôn, nhưng hiện chỉ còn 6 quyển). Đây là tập hợp tuyển thơ của các nhà thơ có tiếng đời Trần và các danh gia đời Lê sơ .
Nhìn chung, thơ của ông "khá thâm trầm, ý nhị" , "đẹp một cách kín đáo và giản dị. Nhưng để có những câu tưởng chừng đạm nhã và thoát sáo đó, ngòi bút của tác giả đã phải dụng công rất nhiều (Tự trào)" .

## Giới thiệu thơ
Giới thiệu ba bài:
| Phiên âm: Tự trào Tính tích thù kham tiếu, Ngâm đa diệc bất công. Dạ thâm tài đắc cú, Mãnh khỉ cấp hô đồng. Dịch nghĩa: Tự cười minh Buồn cười cho tính ngông của mình, Cứ ngâm nga nhiều mà thơ chẳng hay. Có lúc đêm khuya nghĩ được một câu, Đã vùng dậy gọi vội tiểu đồng. | Phiên âm: Thôn cư Tang ám tằm chính miên, Thiềm đê yến sơ nhũ. Lực quyện hạ sừ qui, Trú vĩnh cưu thanh ngọ. Dịch nghĩa: Ở làng quê Dâu xanh tốt chính là lúc tằm ngủ, Ngoài hiên thấp, chim én đang nớm cho con. Mệt mỏi, thì vác cuốc về nghỉ, Ngày dài, chim cưu kêu lúc bóng tròn. | Phiên âm: Hoàng Đường hạ bạc Giang thượng cô chu khách dạ trì, Nhất ban tâm sự thiểu nhân tri. Vô đoan thụy khởi bằng cao chẩm, Nguyệt đạm phong khinh tế tế xuy. Dịch nghĩa: Bến sông Hoàng ban đêm Chiếc thuyền lẻ loi trên sông, đêm đất khách qua chậm, Bầu tâm sự của khách ít người thấu hiểu. Bổng dưng thức giấc ngồi tựa gối cao, Bên ngoài, trăng mờ gió nhè nhẹ thổi. |

## Sách tham khảo
- Nguyễn Huệ Chi, mục từ "Hoàng Đức Lương" in trong Từ điển văn học (bộ mới). Nhà xuất bản Thế giới, 2004.
- Trần Văn Giáp, Tìm hiểu kho sách Hán Nôm. Nhà xuất bản Khoa học xã hội, 2003.
- Trần Thị Băng Thanh (chủ biên), Văn học thế kỷ XV-XVII, mục từ: " Hoàng Đức Lương ". Nhà xuất bản Khoa học xã hội, 2004.
- Nguyễn Q. Thắng- Nguyễn Bá Thế, Từ điển nhân vật lịch sử Việt Nam, mục từ: " Hoàng Đức Lương". Nhà xuất bản Khoa học xã hội, 1992.